# Hans Ernst von Tritzschler
Hans Ernst von Tritzschler (Trützschler) (3. oktober 1647 på Schloss Lauterbach (Ebersbach) – 23. juni 1718 i Christiania) var en dansk-norsk officer.

## Karriereforløb
Han var søn af en sachsisk adelsmand, Georg Abraham von Trützschler (1612-1675) til Lauterbach og Anna Maria f. von Kamerstat af huset «Sthenfelt». Han var løjtnant i Norge 1670, da han omtales i anledning af en duelaffære, hvori han må være blevet alvorlig såret. Under Gyldenløvefejden nævnes han ved Marstrands og Carlstens erobring 1677 og fungerede en tid som kommandant i denne fæstning. Han var allerede da – knap 30 år gammel – oberstløjtnant ved Smålenske Regiment; 1680 blev han oberst og chef for nævnte regiment, 1686 brigader, 1693 forsat til chef for det ene norske gevorbne regiment, men fratrådte 1696 regimentskommandoen, da han blev udnævnt til generalmajor. Tritzschler har utvivlsomt i sine unge dage været anset for en meget «vigilant» officer. Ulrik Frederik Gyldenløve benyttede ham ikke så lidt og må – efter det raske avancement at dømme – have sat adskillig pris på ham. Som medlem af Generalitetet fik han imidlertid senere selvstændige opgaver at løse, og disse lå til dels langt over hans evner. Under den kortvarige krig 1700 blev rigtignok ikke hans dygtighed sat på prøve, da den kommando, som var ham tiltænkt, ikke blev opsat; men 1704 fik han sæde i det nyoprettede norske kollegium «Slotsloven paa Akershus», 1708 blev han tillige generalløjtnant og kommanderende general søndenfjelds i feltmarskal Gustav Wilhelm Wedel Jarlsbergs fravær, og året efter fik han endelig først «Inspektionen» og siden – efter at krigen var brudt ud – kommandoen også nordenfjelds.

## Den Store Nordiske Krig
Det var nærmest i mangel af nogen anden og som følge af sin anciennitet, specielt sin lange tjenestetid i den norske hær, at Tritzschler fik denne høje kommando. Tilliden til hans evner som administrator og hærfører var hverken i København eller i Norge overvældende stor; værst var det kanske, at han ikke engang selv anså sig stillingen voksen. Denne var forøvrigt også vanskelig nok: Hæren var ikke krigsberedt, og mangler herskede mangfoldige steder; den militære og civile centralmyndighed i landet var delt, og maskineriet virkede tungt og langsomt, – ikke mindst fordi Tritzschler stod på en temmelig spændt fod med vicestatholderen Johan Vibe. På den anden side krævedes der ikke glimrende operative resultater ved de norske grænser, men kun den kraftigst mulige demonstration for at binde fjendtlige kræfter, så de danske operationer i Skåne kunne lettes. Dette havde imidlertid Tritzschler ikke det rette syn for; han drømte om Gyldenløvefejdens stærkt offensive felttog, og da det viste sig, at kræfterne ikke strakte til herfor, hengav han sig til fuldstændig uvirksomhed. Hans mangel på administrativ forudseenhed og overblik var dertil bedrøvelig stor. Han samler hæren i oktober 1709 for at føre den over Svinesund; men da han tror sig marchfærdig, bliver han overrasket og standset ved underretningen om, at magasinerne mangler brød. En måned senere får han først ved inspektionen af den på hans eget bud samlede skærgårdsflåde at vide, at denne mangler fornøden bestykning m.v.

## Afløsning
Det varede ikke ret længe, før man fandt det nødvendigt at se sig om efter en mand, der kunne afløse Tritzschler; men først 25. juli 1710 blev Woldemar Løvendal udnævnt til statholder og kommanderende general i Norge, og først 26. august ankom han til Christiania. Tritzschler blev nu sat helt ud af virksomhed, og der blev endog indledt en alvorlig undersøgelse mod ham som følge af en anonym angivelse for landsforræderi. At sådanne rygter kunne opstå og endog vinde nogen tiltro, skyldes utvivlsomt Tritzschlers hustru, der, upassende nok, efter krigens udbrud skal have rejst en tur i Sverige uden mandens vidende og herunder endog have optrådt ved hove i Stockholm. Beskyldningen mod Tritzschler savnede imidlertid ethvert virkeligt grundlag, og Undersøgelsen har vistnok ikke kunnet bringe noget frem, hvortil retsforfølgning kunde støttes, ellers var denne næppe udeblevet. Tritzschler opnåede dog aldrig den ham tilkommende officielle æresoprejsning, men fik 7. december 1714 endelig afsked fra den militære tjeneste. Han var 1704 blevet Hvid Ridder. Tritzschler døde 23. juni 1718.

## Ægteskaber
Tritzschler var 2 gange gift: 1. (1681) med Margrethe Huitfeldt (18. marts 1669 – 9. marts 1683), datter af oberst Tønne Huitfeldt; 2. (1684) med Anne Cathrine Toller (1666-1720), datter af den rige assistensråd Niels Toller og Kirsten Andersdatter f. Tonsberg. Efter hans død ægtede enken oberst Johan Henrik Garman. Tritzschler blev ved sine giftermål, specielt det sidste, en meget rig mand. I Christiania ejede han en stor gård ved Torvet (det senere militære sygehus) og uden for byen den under
navnet Mangelsgården senere kendte, betydelige ejendom. Thom Sædegård, som han havde fået med sin første hustru, overdrog han 1701 til sin svigersøn, den senere generalløjtnant Barthold Heinrich von Lützow.

## Gengivelser
Oslo Militære Samfund har et portrætmaleri af Tritzschler. Han er også gengivet i et kobberstik, jf. Samlinger til en beskrivende Catalog over Portraiter af Danske, Norske og Holstenere:
- 3083. Brb. en face, i en Fiirkant. Han bærer Allongeparyk, Rustning, hvorover det hvide Baand og en Kappe over venstre Skulder. Han støtter venstre Arm i Siden, og holder høire Arm udstrakt. 4" 8"’ h. 3" 3’" b. Underskriften er: Hans Ernst Trützschler, General Lieutenant in Norwegen und Ritter von Dannebrog.

Kobberstikket er udført af Martin Bernigeroth.